# Slepá skvrna

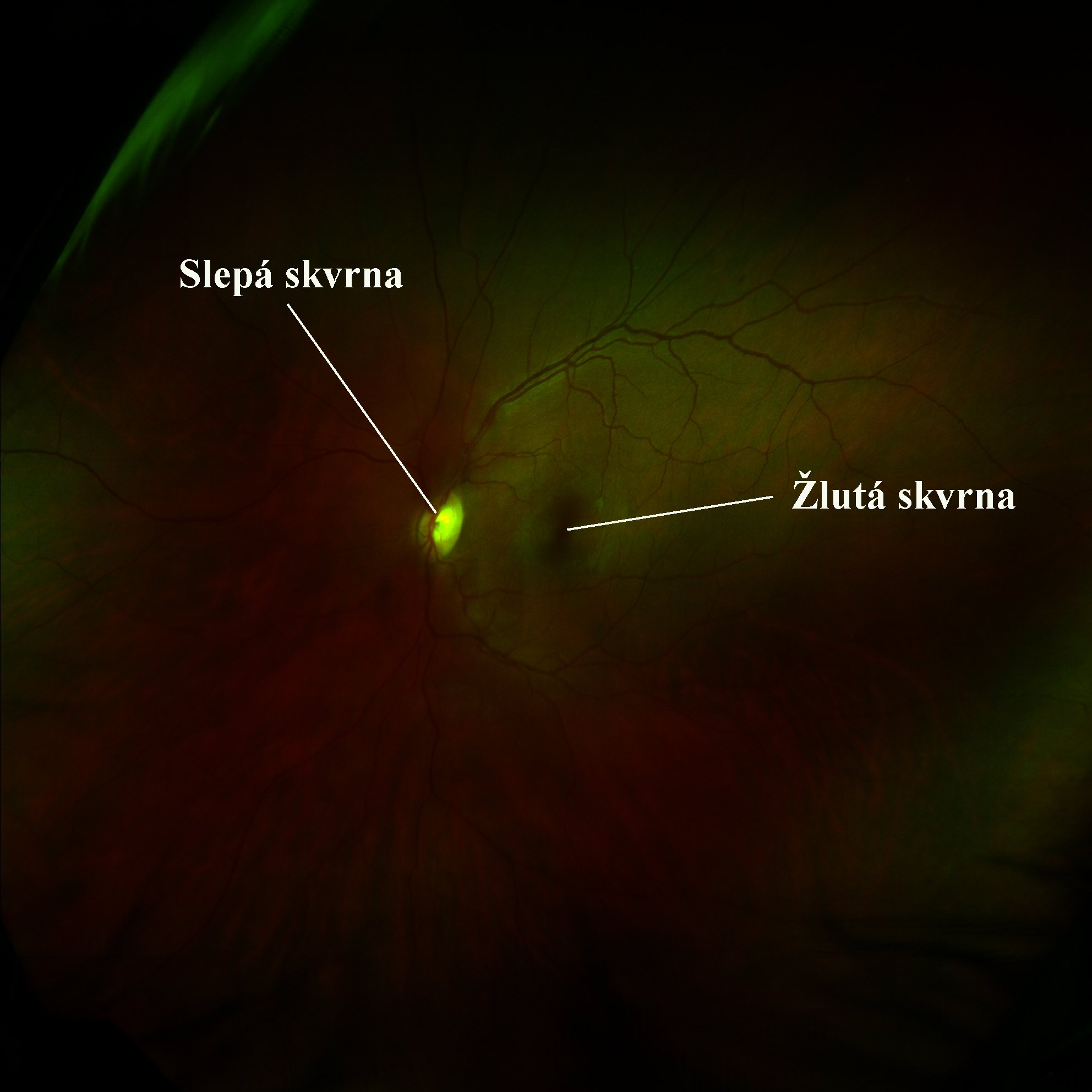
Slepá a žlutá skvrna

Slepá skvrna (latinsky papila nervi optici) je místo na sítnici, kde zrakový nerv ústí do oční bulvy a ještě není rozvětven na jemná nervová vlákna opatřená elementy citlivými ke světlu. To znamená, že tam nejsou světločivné buňky. 

## Vývojový původ vzniku slepé skvrny a popis

Fotografie sítnice se schématem umístění žluté skvrny (fovea) a slepé skvrny (optic disc)

Během vývoje oka obratlovců vzniká sítnice  jako výchlipka laterální stěny diencephala – části mozkové tkáně embrya a to je příčinou stavby sítnice. Nervová spojení (axony) více než milionu světločivných buněk (sítnicových ganglií) jsou vedena uvnitř oka a tam, kde se stýkají a přecházejí ve zrakový nerv – nebo také zrakový svazek vzniká bradavka, zvaná latinsky "papila nervi optici" nebo také disk zrakového (či optického) nervu. Na tomto místě nejsou žádné světločivné buňky, to znamená, že obraz dopadající na toto místo není přenášen do mozku. Slepá skvrna se nachází na zadní straně oka nedaleko od žluté skvrny (macula lutea), má oválný tvar a velikost asi 1,5 mm. Je vidět pomocí oftalmoskopu na nosní straně žluté skvrny. Vyšetření disku zrakového nervu je důležité při diagnostice glaukomu a jiných očních nebo nervových poruch. Je to v podstatě jediná viditelná část nervového systému.
Srovnání s okem chobotnice: evoluce hlavonožců a všech prvoústých vedla úplně jinou cestou než vývoj obratlovců. Oko hlavonožců se během vývoje zakládá jiným způsobem a tak je jeho stavba odlišná, i když funkce oka je srovnatelná. Zrakové nervy jsou u chobotnice vyvedeny od světločivných buněk přímo ven ze sítnice a spojují se vně sítnice, takže není důvod ke vzniku slepé skvrny.

Srovnání oka obratlovců a hlavonožců. U obratlovců (vlevo) jsou nervová vlákna (2) vedena před sítnicí (1) a u hlavonožců (vpravo) za sítnicí takže ji nestíní a nevytváří slepou skvrnu (4 – pouze u obratlovců) na výstupu zrakového nervu (3) z oka.

## Vnímání slepé skvrny
Člověk slepou skvrnu obyčejně nevnímá. Má to dva důvody. První je, že mozek slepé místo obrazu pro každé oko doplňuje pozadím vytvořeným z obrazu v blízkém okolí slepé skvrny tak, že skvrnu nechá splynout s okolím, aby v zorném poli nerušila. Je to podobný případ jako u elektronické retuše skvrn na fotografii (fotomanipulace). Retuš se obvykle provádí kopírováním rozostřené plošky vzaté z blízkého okolí skvrny. Kopíruje se přes samotnou skvrnu, která má zmizet. Že slepou skvrnu mozek při monokulárním vidění jen překrývá a nenahrazuje ji skutečným viděním se lze přesvědčit pomocí praktického testu slepé skvrny, jenž je popsán dole.
Druhým důvodem potlačeného vnímání skvrny je, že slepé skvrny levého a pravého oka jsou v zorném poli člověka každá na jiné straně. Při pohledu oběma očima současně není žádné místo v zorném poli skutečně slepé. Slepá skvrna pravého oka je vykryta vnímáním objektů levým okem a podobně slepá skvrna levého oka je vykryta vnímáním objektů prostřednictvím oka pravého. Proto při testu slepé skvrny je nutné mít zakryté nebo zavřené jedno oko, viz instrukce k provedení testu zde dole.

## Jak ji najít
Vezměte bílý list papíru a nakreslete černý bod. Asi 5 cm napravo od něho černý křížek. Zavřete levé oko a pravým se upřeně dívejte na černý bod. Nyní zvedejte list papíru a pomalu jej přibližujte k oku. Přitom neustále sledujte černý bod. Zjistíte, že v určité vzdálenosti papíru od oka přestanete křížek vidět, jeho obraz právě dopadl na slepou skvrnu oka.
| Demonstrace slepé skvrny | Demonstrace slepé skvrny | Demonstrace slepé skvrny | Demonstrace slepé skvrny | Demonstrace slepé skvrny |
| --- | ------------------------ | ------------------------ | ------------------------ | ------------------------ |
| |                          |                          |                          |                          |
| | P                        |                          | L                        |                          |
| |                          |                          |                          |                          |
| Instrukce: Zakryjte si jedno oko a pohled druhého zaměřte přímo před sebe na odpovídající písmeno. Dívejte se na P, hledíte-li pravým okem, dívejte se na L, hledite-li levým. Nastavte hlavu tak, aby vzdálenost očí od plochy obrazovky s písmeny byla přibližně trojnásobná než vzdálenost mezi písmeny P a L. Pohybujte pomalu hlavou směrem k obrazovce a od ní až do okamžiku, kdy druhé písmeno, na něž není přímo upřen váš pohled, najednou zmizí. Např. máte-li zakryté levé oko a díváte se na P, zmizí L. |                          |                          |                          |                          |

## Zajímavost
Objevil ji fyzik Edme Mariotte v roce 1668. Pobavil tím dvořany Ludvíka XIV. Postavil dva velmože dva metry od sebe a požádal je, aby se dívali jedním okem na jistý bod ležící trochu stranou. Pak se každému z nich zdálo, že jeho protějšek nemá hlavu.

## Odraz v kultuře a jiné významy pojmu slepá skvrna
Pojem slepá skvrna je v moderní kultuře často používán v titulech knih, filmů nebo jiných děl. Souvisí to s významem anglického pojmu Blind spot, který spíše než anatomickou slepou skvrnu, popisuje špatně viditelné, slepé místo, mezeru v zorném poli, česky mrtvý (slepý) úhel.

###### Knihy:
Torkil Damhaug: Slepá skvrna, psychologické drama norského spisovatele
Ivan Blecha: Fenomenologie a kultura slepé skvrny, filosofické statě, zabývá se fenomenologií v kontextu filosofie 20. století a filosofií Jana Patočky (nakladatelství Triton)
Daniel Prokop: Slepé skvrny - O chudobě, vzdělávání, populismu a dalších výzvách české společnosti, sociologická sonda do české společnosti (nakladatelství Host)

###### Filmy:
Slepá skvrna, norský film z roku 2018, režie: Tuva Novotny, film byl oceněn na San Sebastián International Film Festival
Česko-slovenská filmová databáze při zadání názvu Blind Spot nabídne několik desítek filmů, televizních seriálů či jednotlivých epizod.

###### Další významy:
Kognitivní slepá skvrna je pojem ze sociální psychologie popisující vnímání kognitivního zkreslení u druhých a u sebe sama. 